# Solenopsis picta
Solenopsis picta är en myrart som beskrevs av Carlo Emery 1895. Solenopsis picta ingår i släktet eldmyror, och familjen myror. Inga underarter finns listade i Catalogue of Life.

## Bildgalleri

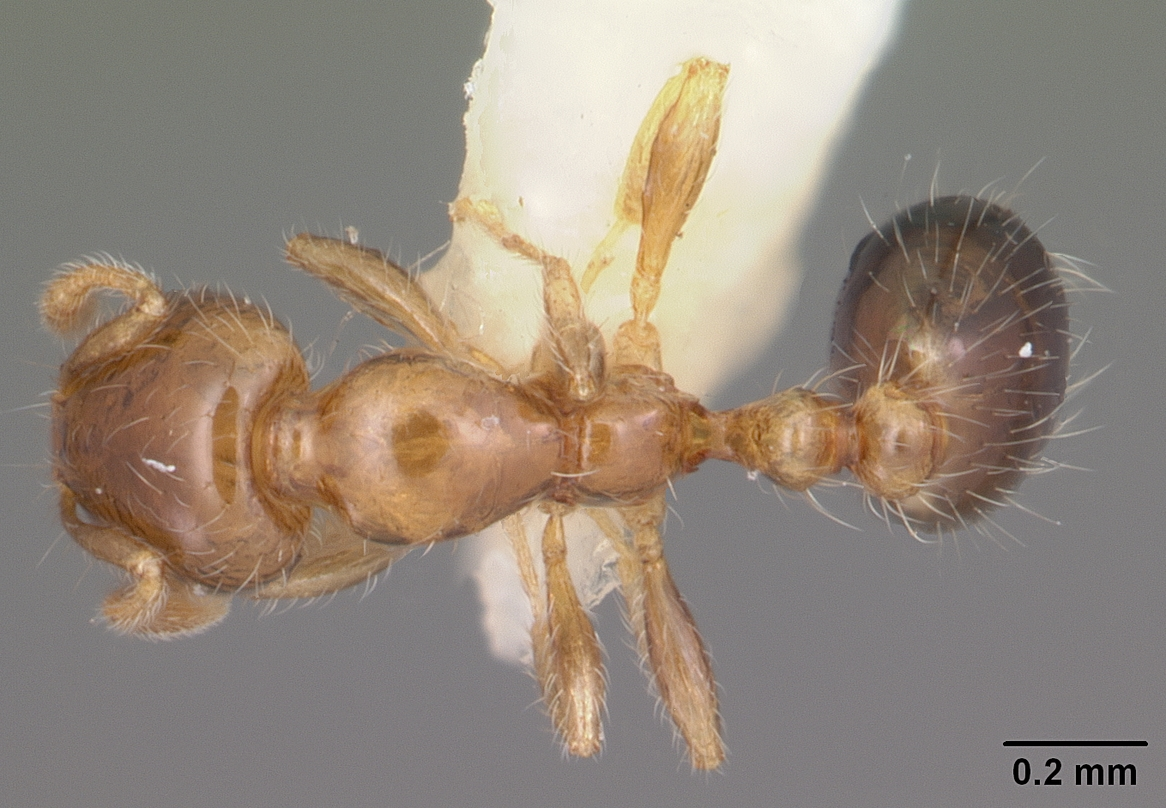
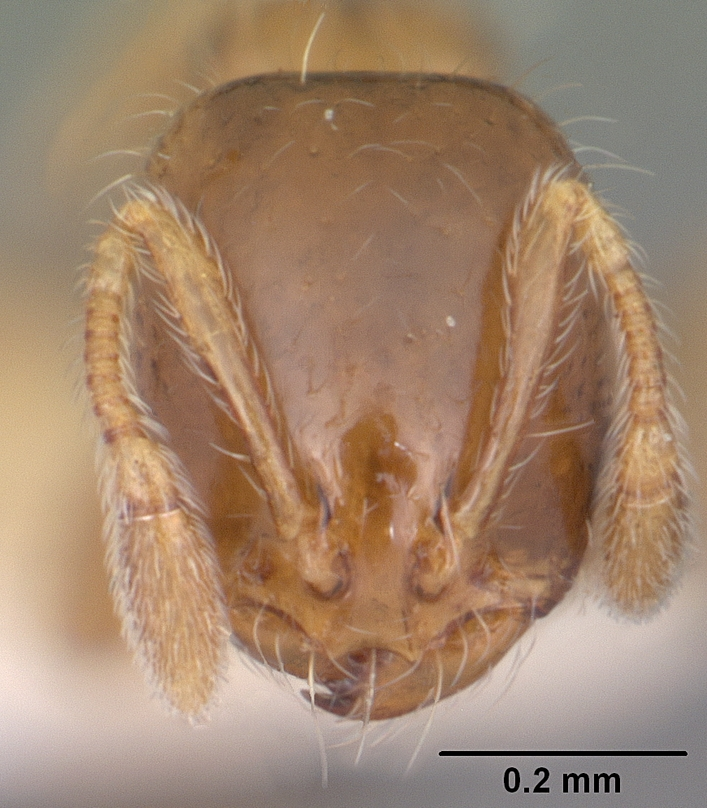
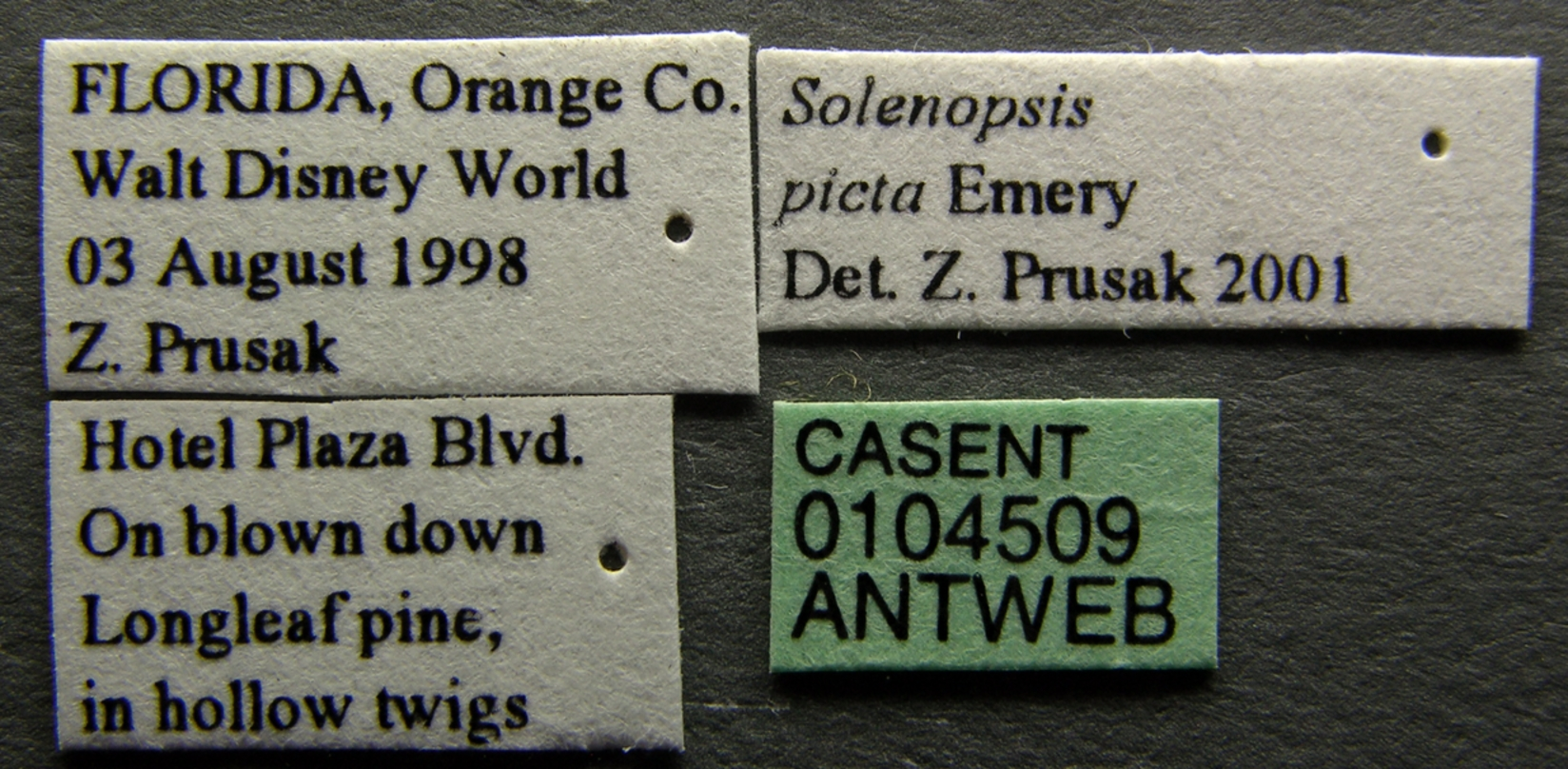
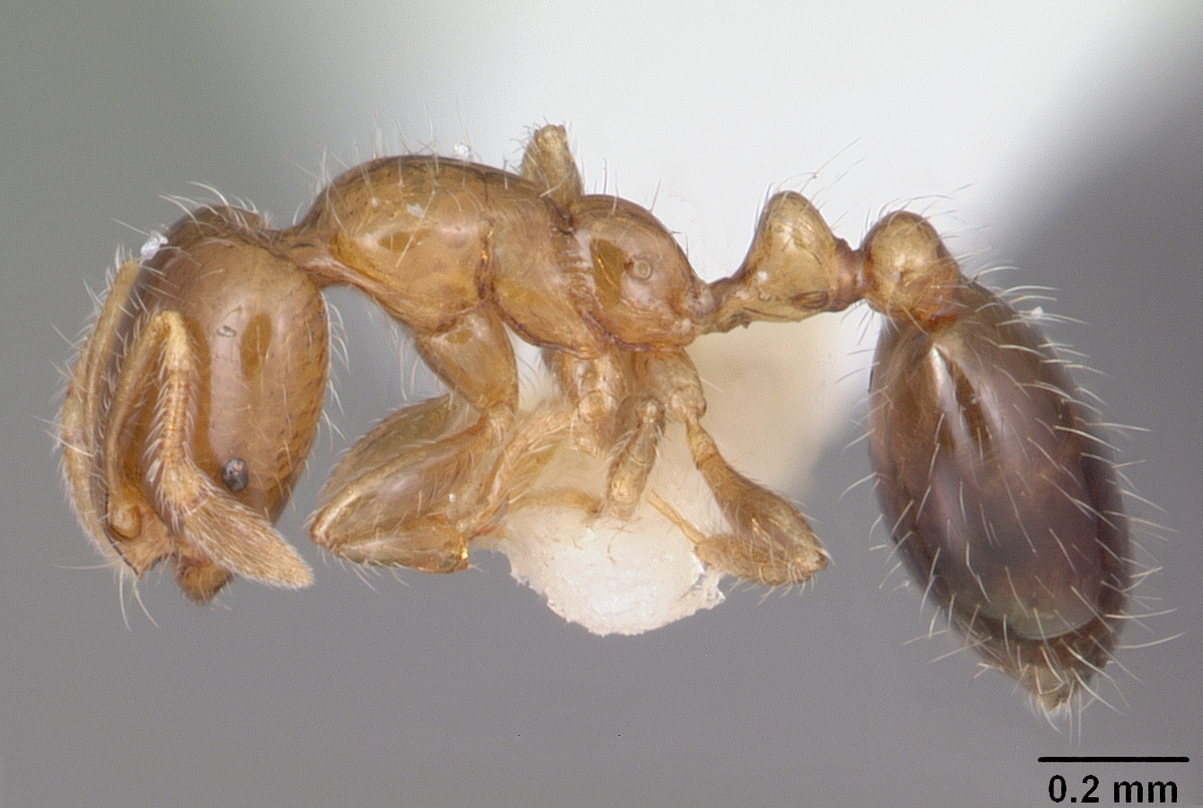
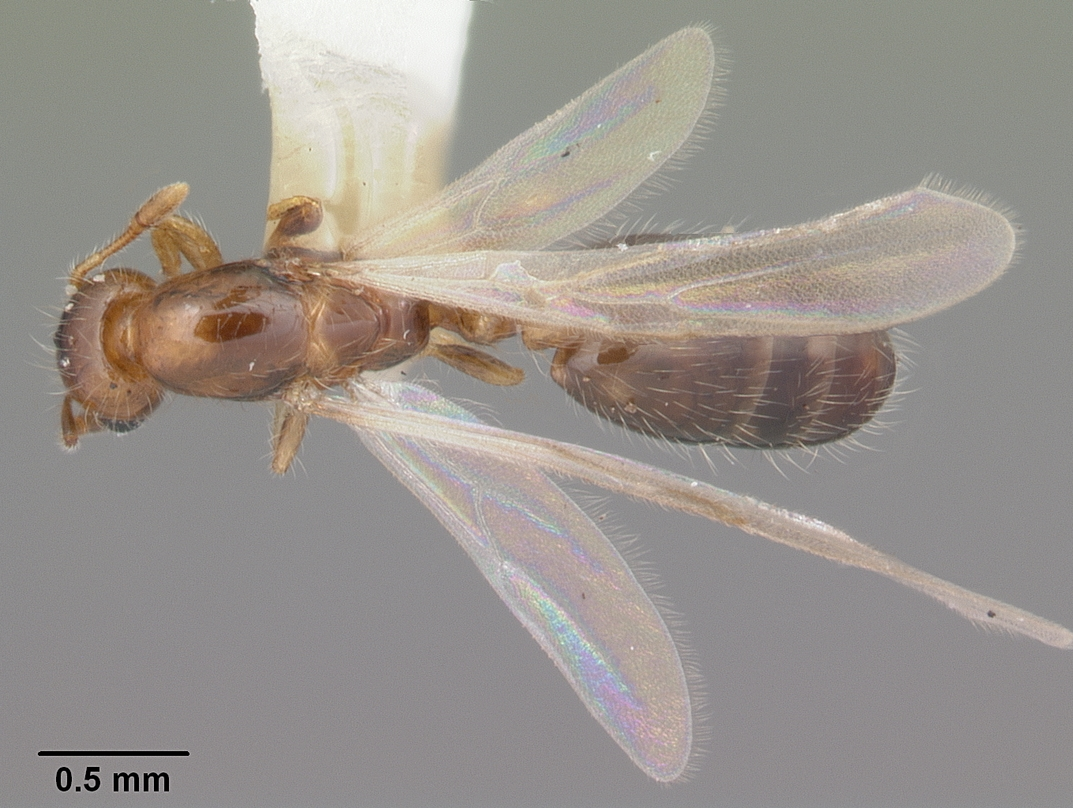
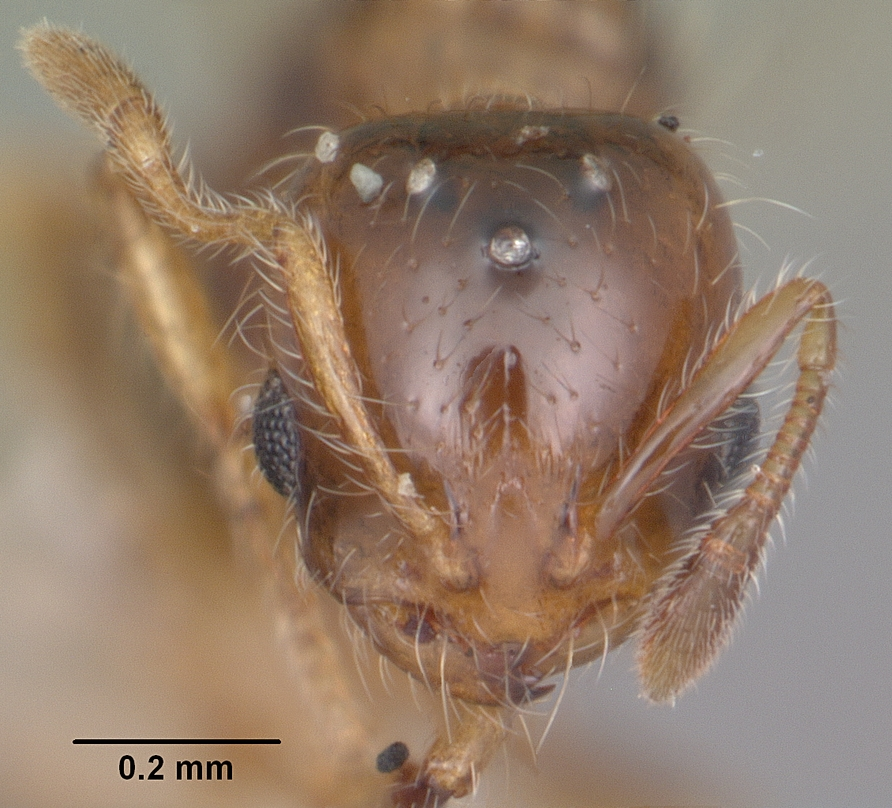